# Trichobius neotropicus
Trichobius neotropicus är en tvåvingeart som beskrevs av Peterson och Hurka 1974. Trichobius neotropicus ingår i släktet Trichobius och familjen lusflugor.
Artens utbredningsområde är Dominikanska republiken. Inga underarter finns listade i Catalogue of Life.